# Изабель Адриани
Изабель Адриани (итал. Isabelle Adriani, настоящее имя Федерика Федеричи итал. Federica Federici; род. 22 июня 1972, Перуджа, Италия) — итальянская актриса
, танцовщица, журналистка, певица, писательница.

## Биография
Родилась в Перудже, Италия, в семье двух неврологов, которые занимались исследованиями заболеваний головного мозга. У неё есть сестра Александра. Родители отправили её учиться за границу. Получала образование в Англии, Германии, Франции, США и Аргентине, благодаря чему свободно говорит на английском, французском, немецком и испанском языках. Актёрскую карьеру начала в 7 лет.
Изабель Адриани обладает уникальным оперным голосом.
За последние 4 года она снялась более чем в 35 фильмах в Италии. Опубликовала 10 сборников сказок и 2 исторических романа («Сад власти» и «Правдивая история о Золушке»).